# إنجر كريستنسن
إنجر كريستنسن  (بالدنماركية: Inger Christensen)‏(16 يناير 1935 في فايلا – 2 يناير 2009 في كوبنهاجن) مؤلفة دنماركية. عند وفاتها تأسفت العديد من أوساط الصحافة الدولية أنها لم تنل جائزة نوبل، قد اكتسبت أعمالها المجد والشهرة.
كان ظهورها الأول في عام 1962 بديوانها الشعري  «ضوء»، بينما نالت الشهرة من خلاله بالعام 1969. ويعد هذا العمل واحداً من روائع «الحداثة» الدنماركية، ولكن -وفي نفس الوقت- يعد أيضاً بمثابة عمل الوداع لحركة الحداثة في الدنمارك.
تمتد كتابات إنجر كريستنسن عبر نطاق واسع من الأشكال الأدبية، فمنها الرواية التجريبية، والشعر، والمقال، وغيرها. ولكنها عرفت في المقام الأول كشاعرة. وتعد واحدة من أكثر الشعراء الدنماركيين شهرة.
وفي عام 2006 تم تسجيل قصيدتها «وادي الفراشات» بسجل الأعمال اثقافية الخالدة بالدنمارك. كما كانت إنجر كريستنسن عضواً في الأكاديمية الدنماركية من عام 1978 وحتى وفاتها.
وقد دام زواجها من بول بوروم 17 عاماً، ورزقت منه بولد.

## من أعمالها
- ضوء (مجموعة قصائد) 1962
- العشب (مجموعة قصائد) 1963
- ماكينة الأبدية (رواية) 1964
- نمر المرآة (عمل إذاعي) 1966
- أزورنو (رواية) 1967
- ملابس البقاء على قيد الحياة (عمل إذاعي) 1967
- لعبة ليس لها مثيل (عمل إذاعي) 1969
- الماكرون (مسرحية) 1972
- الكثير من الثلوج إلى الأغنام المحتاجين (عمل إذاعي) 1973
- الغرفة المطلية (رواية) 1976
- رسالة في أبريل (مجموعة قصائد) 1979
- أبجدية (مجموعة قصائد) 1981
- الرحلة الكبيرة المجهولة (كتاب للأطفال) 1981
- جزء من المتاهة (مجموعة مقالات) 1982
- أمسية شتوية في أوفا (مسرحية) 1987
- قصيدة عن الموت (مجموعة قصائد) 1989
- مايكل وحديقة الحيوانات (كتاب للأطفال) 1990
- وادي الفراشات (مجموعة قصائد) 1991
- أحوال سرية (مجموعة مقالات) 2000

## الجوائز الأدبية
- 1969 – جائزة النقاد
- 1970 – جائزة Boghandlernes gyldne Laurbær
- 1994 – جائزة الأكاديمية السويدية الشمالية
- 1994 – جائزة الدولة النمساوية للأدب
- 1995 – جائزة مدينة مونستر للشعر الأوروبي
- 1995 – الجائزة الكبرى من بينالي الشعر الدولي
- 2001 – جائزة Rungstedlund

## روابط خارجية
- إنجر كريستنسن على موقع IMDb (الإنجليزية)
- إنجر كريستنسن على موقع الموسوعة البريطانية (الإنجليزية)
- إنجر كريستنسن على موقع مونزينجر (الألمانية)